# 李忠 (元朝)
李忠，元朝晋宁（今山西省临汾市）人。
李忠幼年丧父，事奉母亲至孝。元成宗大德七年（1303年），大地震，郇保山移动，地震山移所及居民庐舍，都摧压垮圮。据说快到李忠家，山分为二，过了五十余步又合在一起，李忠家得以保全。人们都说是孝感所致。